# Joel Cohen (guionista)
Joel Edmund Cohen (nacido en 23 de agosto de 1963) es un guionista y productor estadounidense, quien ha trabajado en varios proyectos fílmicos como Más Barato por docena, Toy Story, Money Talks y Garfield: la película. Trabaja frecuentemente con compañero de escritura Alec Sokolow.
Junto con Joss Whedon, Andrew Stanton, John Lasseter, Pete Docter, Joe Ranft, y Sokolow, Cohen fue nominado al Óscar en 1995 por el mejor guion (guion original) por su trabajo en Toy Story.
Más allá de los guiones, Cohen y Sokolow dirigió Monster Mash: La Película y como productor ejecutivo en Gnomos y Trolls: La Cámara Secreta(2008).

## Filmografía

### Guion
- Hot Money (1986)
- Sister, Sister (1987)
- Pass the Ammo (1988)
- Toy Story (1995)
- Monster Mash: La Película (1995)
- Money Talks (1997)
- Goodbye Lover (1998)
- Más barato por docena (2003)
- Garfield: la película (2004)
- Garfield 2 (2006)
- Evan Almighty (2007)
- Daddy Day Camp (2007)
- The Last Godfather (2010)

### Videojuegos
- Freaky Flyers (2003)
- Skylanders: Spyro's Adventure (2011)

## Premios y distinciones
Premios Óscar
| Año  | Categoría            | Película  | Resultado |
| ---- | -------------------- | --------- | --------- |
| 1996 | Mejor guion original | Toy Story | Nominado  |